# Tirà becblau
El tirà becblau (Knipolegus cyanirostris) és una espècie d'au de la família dels tirànids. Es troba a l'Argentina, Bolívia, el Brasil, el Paraguai i l'Uruguai. Els seus hàbitats naturals són els boscos temperats, muntanyencs humits tropicals o subtropicals, matollars subtropicals o tropicals a gran altitud i en boscos molt degradats.